# ADB-FUBHQUCA
ADB-FUBHQUCA是一种含氮有机氟化合物，分子式C
23H
26FN
3O
2，能作为大麻素受体的激动剂，结构上与ADB-FUBICA类似，不过吲哚基团替换为了1,4-二氢喹啉基团。